# Вукосављевић
Вукосављевић је српско презиме. Значајни људи са презименом су:
- Бранислав Вукосављевић (1929–1985), српски фудбалер и менаџер
- Раде Вукосављевић (рођен 1959), српски кошаркаш
- Владан Вукосављевић (вишезначна одредница), неколико људи